# Lotts Creek Township (comté de Kossuth, Iowa)
Lotts Creek Township est un township du comté de Kossuth en Iowa, aux États-Unis,.
Il est fondé en 1873 sous le nom Lott's Creek, avec apostrophe. Le township prend son nom de la rivière Lotts Creek (en), qui elle-même est baptisée en référence à Henry Lott, devenu célèbre pour avoir tué Sidominadotah et sa famille, impliqués dans le massacre de Spirit Lake (en) où 35 à 40 colons étaient assassinés du 8 au 12 mars 1857, près d' Okoboji et Spirit Lake.

## Source de la traduction
- (en) Cet article est partiellement ou en totalité issu de l’article de Wikipédia en anglais intitulé « Lotts Creek Township, Kossuth County, Iowa » (voir la liste des auteurs).